# Tiridates II av Armenien
Tiridates II av Armenien, död 252, var regerande kung av Armenien mellan 217 och 252. 